# آلن مک‌گرگور
آلن مک گرگور (انگلیسی: Allan McGregor؛ زادهٔ ۳۱ ژانویهٔ ۱۹۸۲) بازیکن فوتبال اهل بریتانیا است.
از باشگاه‌هایی که در آن بازی کرده‌است می‌توان به باشگاه فوتبال سنت جانستون، باشگاه فوتبال بشیکتاش، باشگاه فوتبال هال سیتی، باشگاه فوتبال رنجرز، باشگاه فوتبال کاردیف سیتی، و باشگاه فوتبال دانفرملین اتلتیک اشاره کرد.
وی همچنین در تیم‌های ملی فوتبال زیر ۲۱ سال اسکاتلند، Scotland B national football team، و اسکاتلند بازی کرده‌است.